# Metrosideros fulgens
Metrosideros fulgens ( la trepadora rata escarlata) es una liana del bosque o enredadera endémica de Nueva Zelanda. En este contexto el término rata se deriva del vocablo de la lengua maorí rātā que sirve para designar a varios árboles del género Metrosideros y nada tiene que ver su nombre con los roedores.
Se desarrolla en los bosques costeros y de tierras bajas en toda la Isla del Norte y en la costa oeste de la Isla del Sur. Es una de una de las varias especies de Metrosideros de Nueva Zelanda que terminan sus vidas como enredaderas, a diferencia del árbol rata del norte ( M.robusta), que generalmente empieza como una hemiepífita y crece hasta un gran árbol. La trepadora rata escarlata es una de las especies mejor conocidas de las trepadoras, porque florece en otoño o invierno, y es con frecuencia demasiado visible en los bien iluminados árboles huésped a lo largo de la carreteras en los bosque, con vibrantes despliegues de grandes flores rojas (a veces naranjas o amarillas) que se elevan arriba del dosel del bosque.

## Descripción

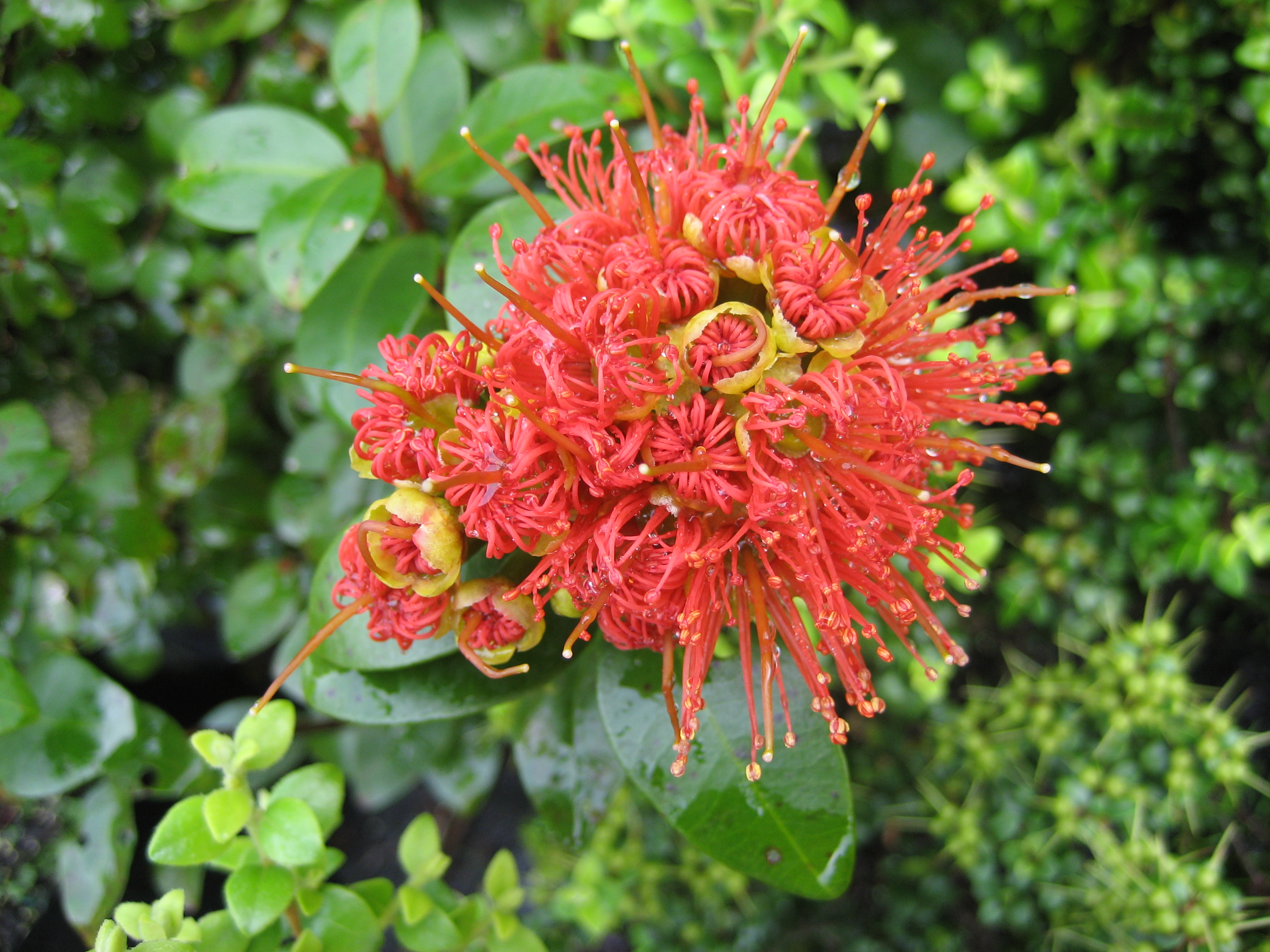
Estambres desdoblándose de la flor de M. fulgens

Metrosideros fulgens prefiere hábitats tibios y húmedos y crece hasta 10 m o más, con el tallo principal de hasta 10 cm o más de diámetro. Trepa de la misma manera que la hiedra, mandando sus cortas raíces adventicias hacia afuera para que se adhieran a los troncos de los árboles huéspedes y penetren y se peguen a las superficies ásperas. Los brotes trepadores de las plantas juveniles están diseñados para crecer rápidamente y extenderse a lo largo de la planta. Las cortas raíces adherentes usualmente mueren después de un año, así que cuando la trepadora está madura, los tallos gruesos cuelgan de libres del huésped como cuerdas torcidas con sus cortezas escamosas café-rojiza. Las hojas son mayormente redondeadas en la punta. La floración es desde el otoño a la primavera, las cápsulas de las semillas tardan un año en madurar. 

## Cultivo
Existen diversos cultivares de M. fulgens. Metrosideros ‘Gold’ tiene hojas amarillas desde finales del verano hasta principios del invierno y crece 1.5 por 1.5 metros,  tomando algunos años en alcanzar esa talla. Tiene un follaje verde vivo claro muy atractivo, y puede ser moldeado para formar setos. Otro cultivar, Metrosideros fulgens 'Jaffa' es un arbusto compacto que produce flores brillantes de color naranja chillante.